# Frank Paschek
Frank Paschek (* 25. Juni 1956 in Bad Doberan) ist ein ehemaliger deutscher Leichtathlet, der – für die DDR startend – bei den Olympischen Spielen 1980 die Silbermedaille im Weitsprung gewann.

## Leben
Frank Paschek war 16-jährig 1972 Spartakiadesieger, wurde 1974 DDR-Junioren- und Jugendmeister und 1978 DDR-Meister der Männerklasse. 1979 stieg er in die Weltspitze auf: Bei der UdSSR-Völkerspartakiade in Moskau, einem Test für die im folgenden Jahr abgehaltenen Olympischen Spiele in Moskau, gewann er und besiegte dabei den späteren neunfachen Sprint- und Weitsprung-Olympiasieger Carl Lewis (USA). Dieser konnte wegen des Olympiaboykotts der USA jedoch nicht an den Olympischen Spielen in Moskau starten.
1980 wurde Paschek zum zweiten Mal DDR-Meister und stellte mit 8,36 m einen neuen DDR-Rekord auf. Bei den Spielen in Moskau errang Paschek mit 8,21 m die Silbermedaille, hinter seinem Mannschaftskollegen Lutz Dombrowski der zugleich den Rekord auf 8,54 m steigerte. 1981 wurde Paschek DDR-Meister in der Halle.
Frank Paschek hatte bei einer Größe von 1,83 m ein Wettkampfgewicht von 72 kg. In den nach der Wende öffentlich gewordenen Unterlagen zum Staatsdoping in der DDR fand sich bei den gedopten Sportlern auch der Name von Paschek.
1982 gab Paschek den aktiven Sport auf. Er wurde später Trainer bei seinem früheren Sportklub, dem TSC Berlin. Als Aktiver trainierte er bei Werner Willamowski.
1980 wurde Frank Paschek mit dem Vaterländischen Verdienstorden in Bronze ausgezeichnet.